# Nell'aria (L'Aura)
Nell'aria è un singolo della cantautrice pop italiana L'Aura, pubblicato nell'ottobre 2008 dall'etichetta discografica Sony BMG.
È stato estratto come terzo singolo dalla raccolta L'Aura.

## Il brano
Il brano è stato scritto da L'Aura e da Andrea Farri e prodotto da Enrique Gonzalez Müller. È stato scelto come colonna sonora del film Un gioco da ragazze, del regista esordiente Matteo Rovere, uscito in tutte le sale cinematografiche il 14 novembre 2008.
Pubblicato esclusivamente in formato digitale, è stato estratto dal terzo album della cantante L'Aura. È stato anche incluso nella compilation dedicata alla colonna sonora del film.

## Il video
La canzone è accompagnata da un videoclip girato da Marco Salom e vede come protagoniste L'Aura e le attrici del film.

## Tracce
1. Nell'aria – 3:36